# Săsciori
Săsciori (in ungherese Szászcsór) è un comune della Romania di 5 940 abitanti, ubicato nel distretto di Alba, nella regione storica della Transilvania.
Il comune è formato da un insieme di 9 villaggi: Căpâlna, Dumbrava, Laz, Loman, Pleși, Răchita, Săsciori, Sebeșel, Tonea.
Il comune è ubicato alle pendici del Monte Şureanu, lungo il corso del fiume Sebeş.